# Ruby Muhammad
Ruby Muhammad, eigentlich Ruby Macie Grayer (* 20. März 1907 in Sandersville, Georgia; † 2. März 2011 in Sacramento, Kalifornien) war ein wichtiges Mitglied der muslimischen Organisation Nation of Islam. 

## Werdegang
Sie wuchs in Americus in Georgia auf. Mit dem Eintritt in die Nation of Islam 1946 erfuhr ihr Leben eine schlagartige Wendung. Sie begeisterte sich für die Lehren des Islam, die ihr Halt und Orientierung gaben, begann sich für internationale Angelegenheiten zu interessieren und bereiste die Welt, um Geschäfte im Auftrag der Nation zu erledigen. Dabei stieg sie zu einer hochgeachteten Persönlichkeit in der Nation auf. Im Jahre 1986 ernannte sie Führer Louis Farrakhan zur „Mother of the Nation of Islam“.
Sie war zweimal verheiratet und brachte vier Kinder zur Welt. Bei ihrem Tode residierte sie in Sacramento, Kalifornien. Zuvor lebte sie in Saint Paul (Minnesota) und San Francisco.
Ruby Muhammad hat als Geburtsdatum stets das Jahr 1897 angegeben und dementsprechend 2007 ihren 110. Geburtstag gefeiert. Recherchen im US-amerikanischen Zensus haben jedoch zutage gefördert, dass sie erst 1907 zur Welt gekommen ist.